# Deutscher Filmpreis
El Deutscher Filmpreis (Premis del Cinema Alemany, també anomenats Premis Lola) és una cerimònia anual de premis en honor dels èxits cinematogràfics de la indústria de cinema alemany. És el premi més important de cinema alemany i el guardó cultural amb més dotació en efectiu per un total de tres milions d'euros.
Des de 1999, la forma femenina del trofeu es va guanyar el sobrenom de "Lola", en referència als molts casos de la utilització del nom en la producció de pel·lícules alemanyes (Marlène Dietrich a «Der blaue Engel», i les pel·lícules de Fassbinder «Lola» i de Tom Tykwer, «Lola rennt»).
De 1951 a 2004 va ser atorgat per una comissió, però d'ençà el 2005 el premi ha estat organitzat per l'Acadèmia de Cinema Alemany (Deutsche Filmakademie). El Comissionat Federal de Cultura i Mitjans de Comunicació ha estat responsable de l'administració del premi des de 1999. El lliurament de premis se celebra tradicionalment a Berlín.